# Alpomish
Der Alpomish ist mit 4668 m der höchste Berg in Usbekistan und im Hissargebirge. Er liegt an der Grenze zwischen Usbekistan und Tadschikistan in der Viloyat Surxondaryo.
Die Erstbesteigung erfolgte am 23. August 2023 durch Eric Gilbertson und Andreas Frydensberg. Die Route verlief von Tadschikistan aus über die Nordost-Seite. Auf dieser Expedition wurde auch die Höhe von 4668 m mittels professionellem Vermessungsequipment ermittelt. Eine internationale Expedition unter der Leitung von Vladimir V. Dolgy bestieg ihn am 19. Juli 2024 das erste Mal über eine neue Route durch die Südostwand. Es handelt sich um eine Mixed-Route der Schwierigkeit 4A nach russischer Bewertung. Dem neunköpfigen Team mit Vladimir V. Dolgy, Andreas Aschaber, Ekaterina Burkina, Anton Tkachenko, Umid Salamullaev, Emil Sagitov, Anastasia Kostetskaya, Roman Valiev and Elena Itskovae gelang somit die erste Begehung des höchsten Berges Usbekistans von der usbekischen Seite.
Bis 2023 galt der Hazrat Sulton als höchster Berg Usbekistans.